# 中村謙蔵
中村 謙蔵（なかむら けんぞう、1878年〈明治11年〉12月15日 - 1942年〈昭和17年〉6月26日）は日本の政治家。岩手県盛岡市長。

## 来歴
盛岡市出身。上京し苦学して裁判所書記となる。山林事務官となり、青森、弘前の各営林署長となる。1921年、盛岡市長北田親氏に請われて盛岡市助役となる。1929年5月、盛岡市長に就任した。在任中は耕地整理事業に着手し、市立病院の開院、上水道の整備などを行った。1934年6月に市長を退任。退任後は盛岡無尽支配人、盛岡市農会長、加賀野町内会長などを務めた。1942年死去。